# Parque nacional de Dorrigo
El parque nacional de Dorrigo (en inglés Dorrigo National Park) es un parque nacional en Nueva Gales del Sur (Australia), ubicado a 422 km al noreste de Sídney, y a 5 km al este de Dorrigo. Forma parte del sitio Bosques húmedos Gondwana de Australia, clasificado Patrimonio de la Humanidad por la Unesco. El parque contiene variadas rutas de marcha que pasan por las cataratas del parque y permiten observar las planicies de la zona costera. Una característica notable del parque es el paseo por el cielo (Skywalk), que es una ruta de marcha que permite observar los topes de los árboles.

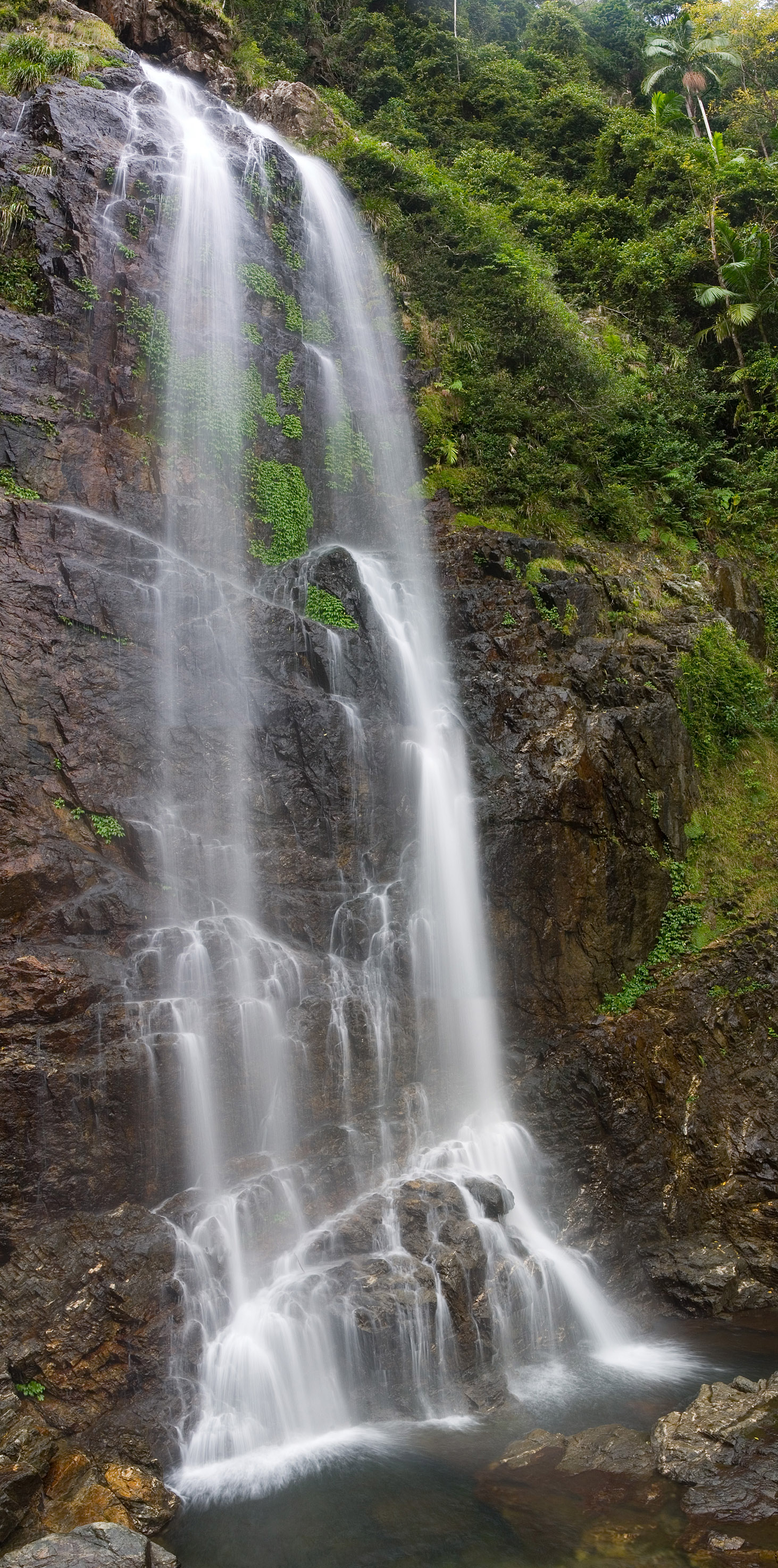
Cataratas Red Cedar sobre el arroyo Rosewood.
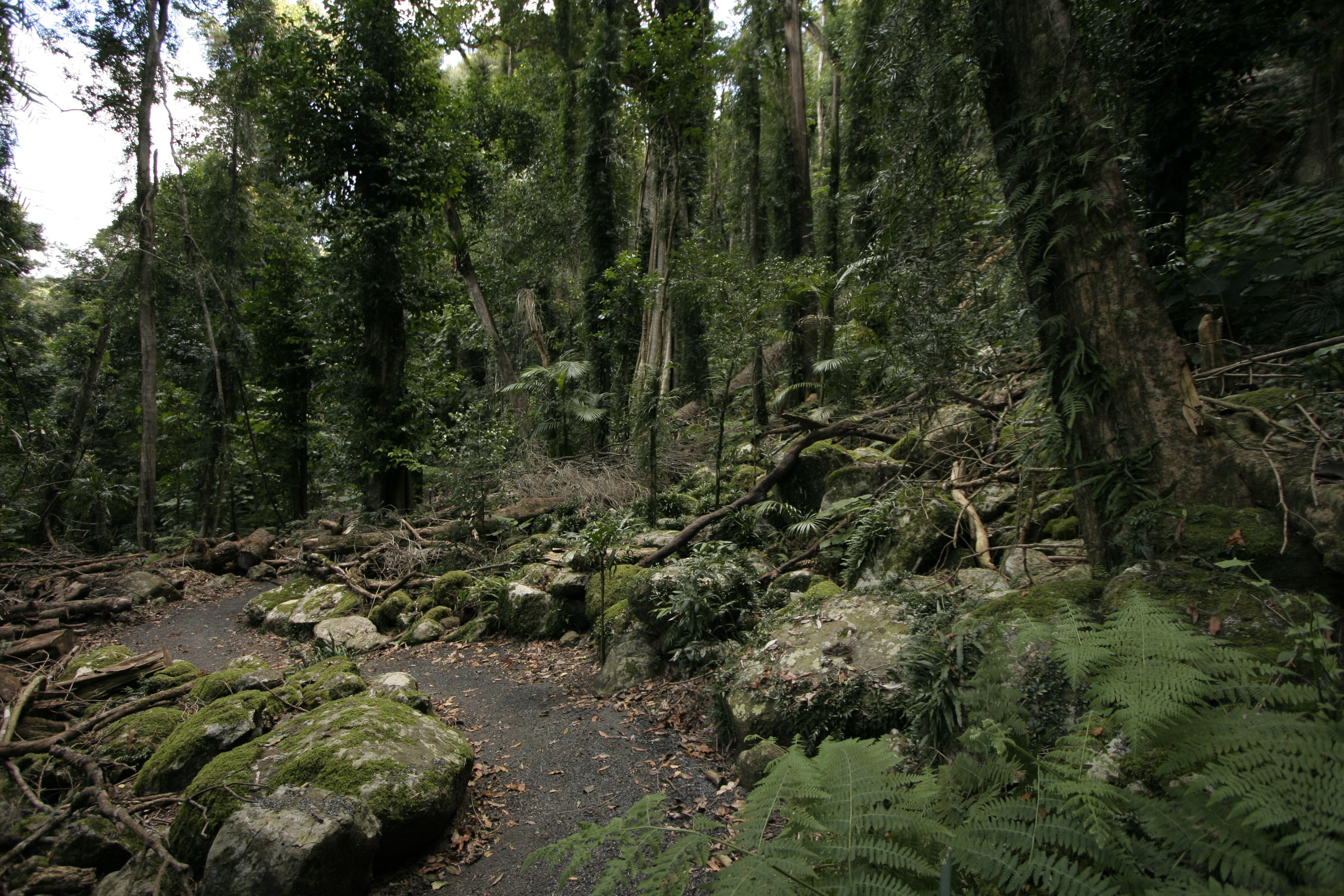
Sendero por la selva húmeda.
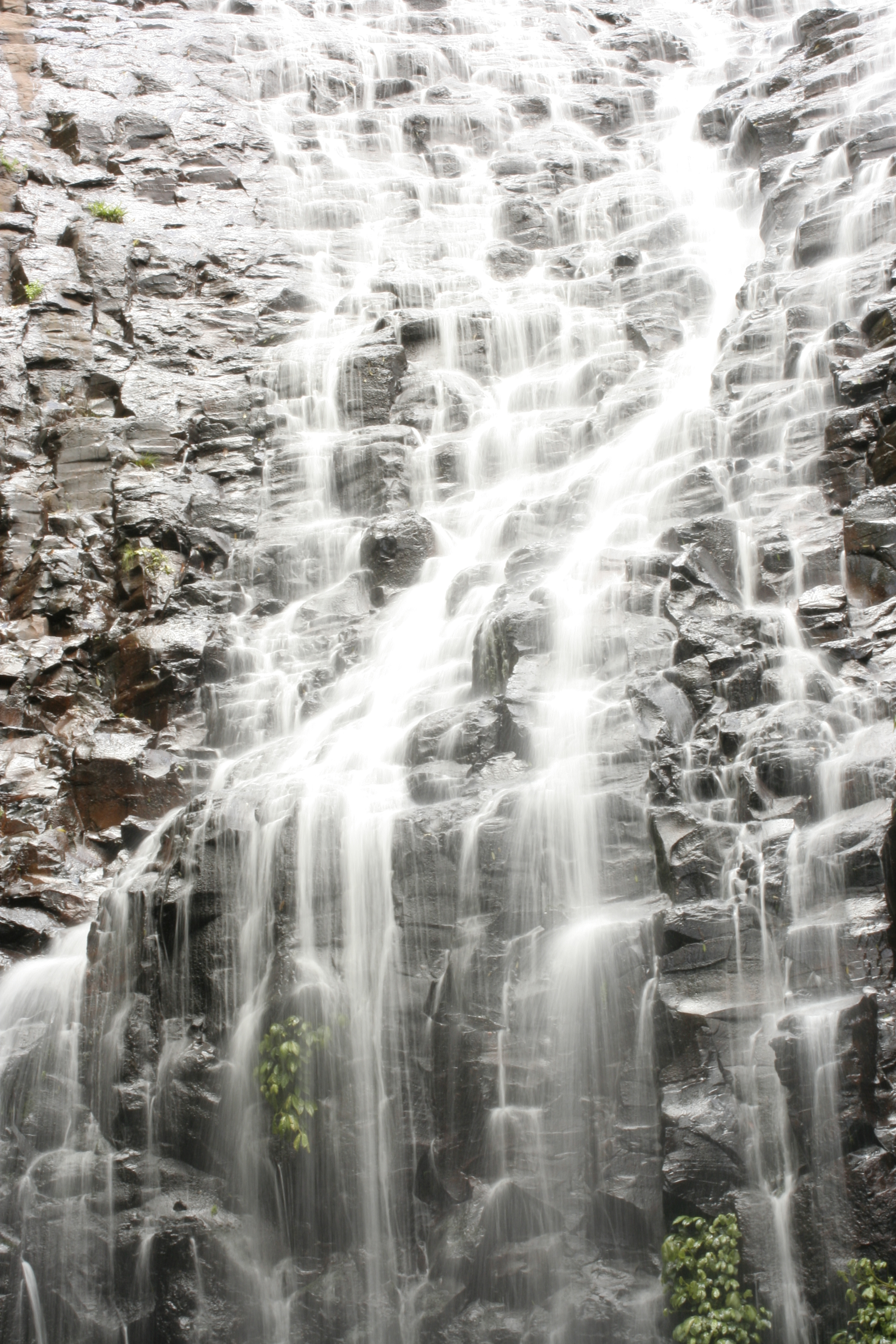
Cataratas Tristania.
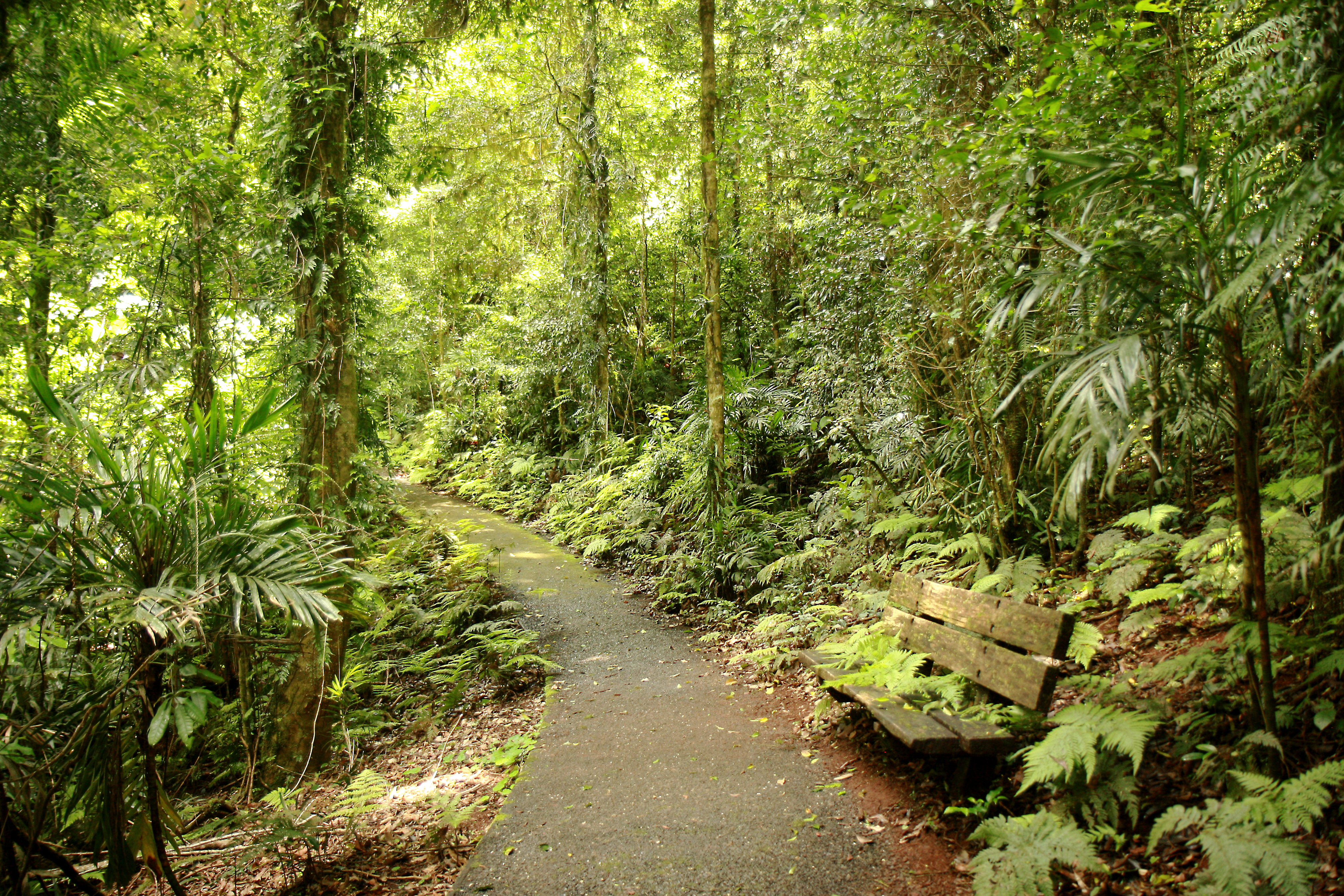
Bosque húmedo de Gondawa.